# حسن المنشاوي
حسن المنشاوي (3 ديسمبر 1995) ممثل مصري.

## عن حياته
ممثل شاب شارك في بعض المسلسلات

## أعماله

### في التلفزيون
- مسلسل صديق العمر
- مسلسل الداعية

## روابط خارجية
- حسن المنشاوي على موقع الدهليز
- حسن المنشاوي على موقع قاعدة بيانات الأفلام العربية